# 마르시아노
마르시아노(이탈리아어: Marsciano)는 이탈리아 움브리아주 페루자도에 위치한 코무네다. 페루자로부터 남쪽 25km 거리에 있다.

## 자매 도시
마르시아노는 다음과 자매 결연을 맺고 있다:
- 프랑스 트랑블레앙프랑스, 1982년 이
- 이탈리아 오로세이, 1985년 이래
- 부르키나파소 로로페니, 1987년 이
- 체코 야블로네츠나트니소우, 1998년 이래

## 유명 인물
- 트레보니아누스 갈루스 (206년 – 253년), 로마 황제
- 프란체스코 사톨리 (1839년 – 1910년), 추기경
- 루이지 살바토렐리 (1886년 – 1974년), 역사가이자 저널리스트
- 잔카를로 안토뇨니 (1954년-) 1982년 월드컵을 우승한 전직 축구 선수.
- 발테르 사바티니 (1955년-), 전직 축구 선수, 코치이자, 현 AS 로마의 임원.
- 모니아 바카일레 (1984년-), 로드 사이클링 선수